# Drăgșinești, Timiș
Drăgșinești este un sat în comuna Fârdea din județul Timiș, Banat, România. Se află în partea de est a județului, la poalele nordice ale masivului Poiana Ruscă.

## Legături externe

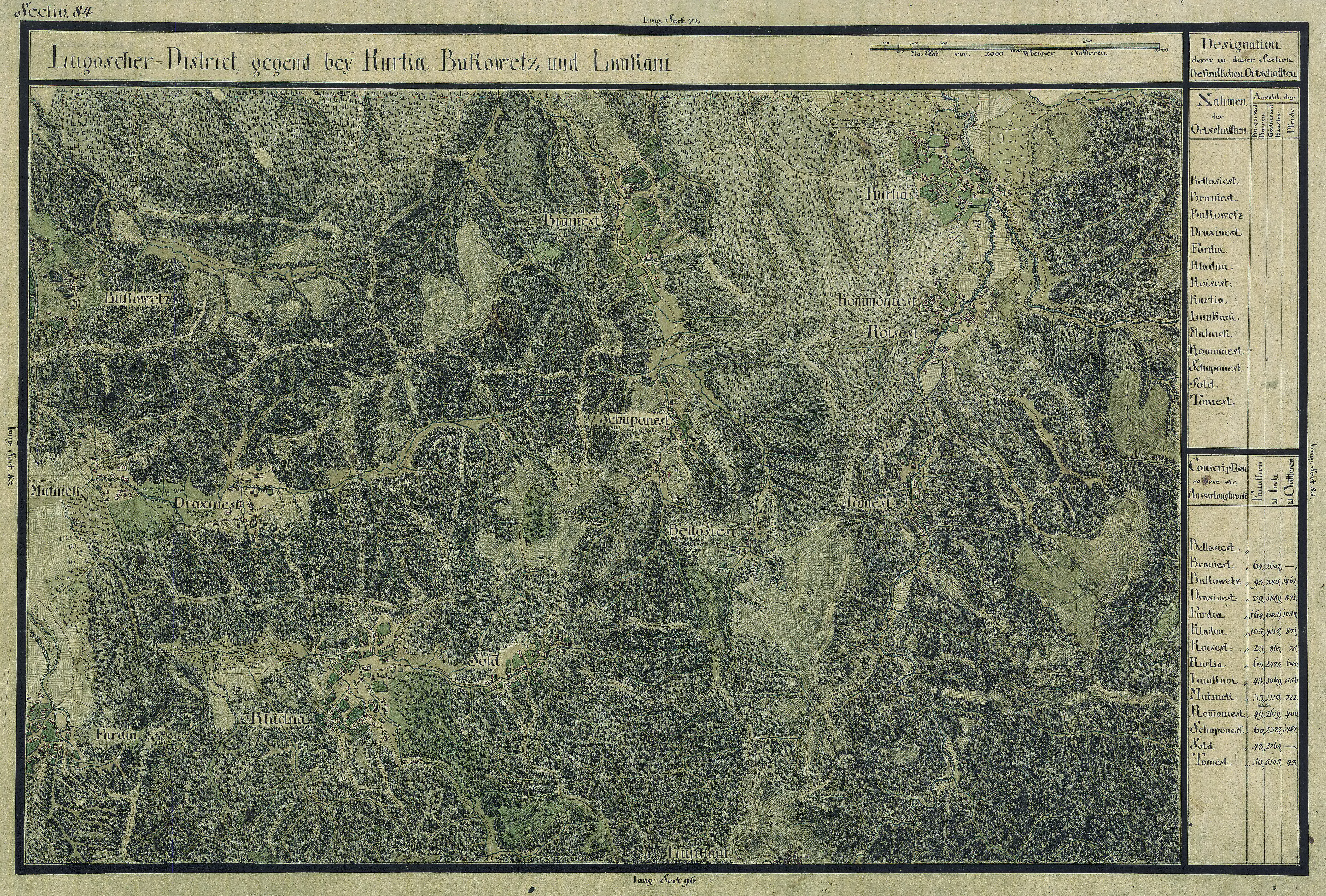
Drăgşineşti în Harta Iosefină a Banatului, 1769-72